# أنطون فيشر
أنطون فيشر (بالألمانية: Anton Fischer)‏ هو متزلج جماعي ألماني، ولد في 25 يوليو 1954 في Ohlstadt ‏ في ألمانيا.

## وصلات خارجية
- انطون فيشر على موقع أوليمبيديا (الإنجليزية)